# 1739 en science
| Années de la science : 1736 - 1737 - 1738 - 1739 - 1740 - 1741 - 1742    |
| Décennies de la science : 1700 - 1710 - 1720 - 1730 - 1740 - 1750 - 1760 |

Cet article présente les faits marquants de l'année 1739 en science.

## Événements
- 1er janvier : Jean-Baptiste Charles Bouvet de Lozier découvre l'Île Bouvet dans l'Atlantique sud[1].
- 2 juin : première réunion de l'Académie des sciences de Stockholm qui devient Académie royale des sciences de Suède en 1741[2].
- 26 juillet : Buffon est nommé par Louis XV intendant du Jardin du Roi et du Cabinet d'Histoire naturelle[3].
- 19 août : début de l'éruption plinienne de VEI 5 du mont Tarumae au Japon. Le nuage de cendres de cette éruption serait une des causes de la période de mauvaises récoltes, d'un hiver rigoureux et de sécheresses prolongées au printemps et en été en Europe de décembre 1739 à septembre 1741[4],[5].

- Leonhard Euler donne la solution générale des équations différentielles linéaires homogènes à coefficients constants (découverte publiée en 1743)[6].

## Publications
- d'Alembert : Mémoire sur le calcul intégral, premier livre publié à 22 ans.
- Émilie du Châtelet : Dissertation sur la nature et la propagation du feu (juin) ; premier mémoire scientifique (présenté anonymement) élaboré par une femme à être publié par l'Académie des sciences de Paris[7].
- Leonhard Euler : Tentamen novæ theoriæ musicæ, Saint-Pétersbourg.  Il invente le Tonnetz, un diagramme représentant l'espace tonal, en utilisant la théorie des graphes[8].

## Prix
- Médailles de la Royal Society
  - Médaille Copley : Stephen Hales, pour sa découverte de solvant capable de dissoudre des calculs.

## Naissances

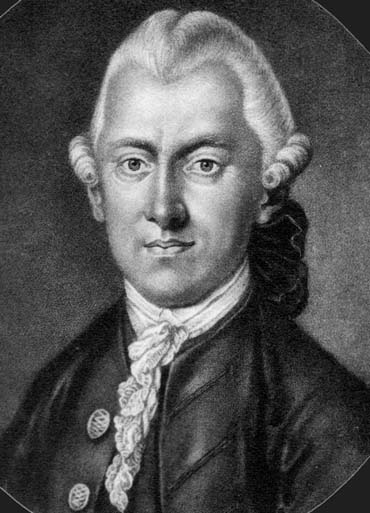
Johann Christian Daniel von Schreber

- 17 janvier : James Anderson (mort en 1808), agronome et économiste écossais.
- 18 janvier : Johann Christian Daniel von Schreber (mort en 1810), naturaliste allemand. Il a décrit de nombreux mammifères et rassemblé un très important herbier.
- 11 mars : Louis-Guillaume de Lafolie (mort en 1780), physicien et chimiste français.
- 15 avril : József Jakab Winterl (mort en 1809), chimiste et botaniste hongrois.
- 20 avril : William Bartram (mort en 1823), naturaliste américain. Il a réalisé la liste d'oiseaux des États-Unis la plus complète de son temps.
- 26 avril : Nicolas Conteray Lallemant (mort en 1829), mathématicien français.
- Pietro Moscati (mort en 1824), médecin et homme politique italien.
- 30 novembre : Göran Rothman (mort en 1778), botaniste suédois.
- 14 décembre : Pierre Samuel du Pont de Nemours (mort en 1817), industriel et économiste.

- Israel Lyons (mort en 1775), mathématicien et botaniste anglais.

## Décès
- 15 février : Eustachio Manfredi (né en 1674), mathématicien, astronome et poète italien.
- 19 avril : Nicholas Saunderson (né en 1683), mathématicien anglais.
- 27 avril : Nicolas Sarrabat (né en 1698), astronome et scientifique français. En 1729, il observa une comète qui porte son nom.
- 16 juillet : Charles François de Cisternay du Fay (né en 1698), chimiste français.
- 24 août : Takebe Kenkō (né en 1664), mathématicien japonais.